# Rodrigo Hernán Sánchez
Rodrigo Sánchez (Rosario, Santa Fe, 25 de agosto de 1989) es un baloncestista argentino que juega en la posición de alero. Actualmente es jugador de Pico Football Club de La Liga Argentina.

## Trayectoria
Surgido de la cantera del club rosarino Echesortu, a los 14 años dejó su ciudad para completar su formación en otros destinos. Pasó brevemente por Ben Hur de Rafaela y Libertad de Sunchales, e incluso intentó incorporarse a algún club español, pero finalmente terminó uniéndose al equipo juvenil de Boca Juniors en 2004.
Su debut como profesional ocurriría en 2008, jugando la Liga B para Rosario Central. Al culminar la temporada, se reincorporó a Boca Juniors, donde finalmente pudo jugar en la Liga Nacional de Básquet, la máxima categoría del baloncesto profesional argentino.
Volvió a Rosario Central en febrero de 2010 para jugar el tramo final de la temporada 2009-10 de la Liga B. Luego de ello continuaría compitiendo en la tercera categoría del baloncesto profesional argentino con las camisetas de Belgrano de San Nicolás, Sportivo San Salvador y Unión de Santa Fe. En 2012 fichó con Estudiantes de Olavarría, club con el que en 2014 daría el salto al Torneo Nacional de Ascenso. En su última temporada con el equipo, registró promedios de 14,3 puntos, 7,2 rebotes y 2,9 asistencias por partido, lo que lo convirtió en uno de los mejores jugadores del torneo.
Su rendimiento le permitió volver en julio de 2017 a la LNB como ficha de Argentino de Junín, pero dejó el club a mitad de temporada y terminó nuevamente en la segunda categoría como refuerzo de Unión de Santa Fe. Su siguiente destino fue San Isidro, donde volvió a destacarse con promedios de  14,2 puntos, 5,7 rebotes y 2,5 asistencias por partido, siendo nuevamente considerado como parte del equipo ideal de la categoría.
Sánchez llegó a Oberá en julio de 2019 para jugar la temporada 2019-20 de La Liga Argentina y dejó el club en mayo de 2021, sobre el final de la temporada 2020-21 de la Liga Nacional de Básquet, para reforzar a Racing de Gualeguaychú en el Torneo Federal de Básquetbol.
Jugó la temporada 2021-22 de la LNB con Riachuelo, y al año siguiente fichó con Quimsa, club con el que se consagraría campeón de la temporada 2022-23. En el último semestre de 2023 jugó en el Caribbean Storm Islands de la Liga Profesional de Baloncesto de Colombia y en los Jaguares UAM de la Liga Superior de Baloncesto de Nicaragua, antes de retornar al equipo colombiano para reforzarlo en el hexagonal final de la Liga Sudamericana de Baloncesto 2023.
En enero de 2024 retornó a la Liga Nacional de Básquet de su país, contratado por el club Comunicaciones de Mercedes. Tras el descenso de su equipo a la segunda categoría, el jugador permaneció en la LNB siendo fichado por La Unión de Formosa.
Sánchez se unió a Pico Football Club de La Liga Argentina en agosto de 2025.

## Selección nacional
Sánchez representó a su país en el Campeonato Sudamericano de Baloncesto Sub-16 de 2005.

## Vida privada
Sánchez es Licenciado en Comercio Exterior, egresado de la Universidad de Belgrano.